# Uhrenmuseum in Putbus

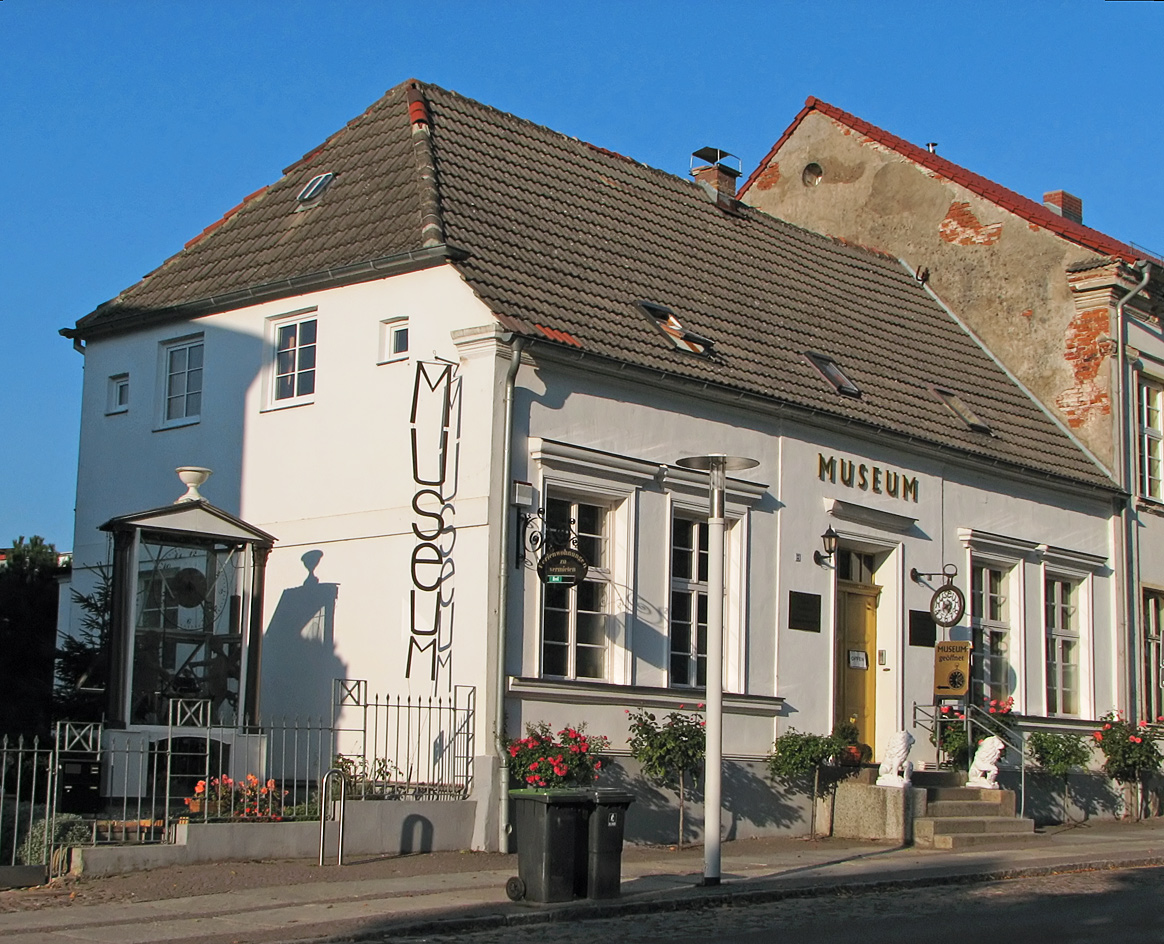
Uhrenmuseum in Putbus

Das Uhrenmuseum in Putbus ist ein Uhrenmuseum in der Stadt Putbus auf der Insel Rügen in Mecklenburg-Vorpommern. 
Unter den über 1000 Exponaten aus der Zeit vom 15. bis zum 19. Jahrhundert befinden sich Armbanduhren, Herrenhäuseruhren, Kaminuhren, Kuckucksuhren, Schwarzwälderuhren, Sonnenuhren, Standuhren, Taschenuhren, Wanduhren und Wecker. Außer Uhren werden auch Spieluhren in dem Museum präsentiert, das seit dem Jahr 1999 täglich geöffnet ist.